# Gyulay Tibor
Ótordai vitéz Gyulay Tibor (Kolozsvár, 1887. április 12. – Békéscsaba, 1960. december 25.) magyar gazdaságpolitikus, a Budapesti Kereskedelmi és Iparkamara főtitkára, a Lakatos-kormány iparügyi minisztere.

## Élete
Régi unitárius nemesi családban született, Gyulay Árpád királyi tanácsos és Vojth Anna fiaként. Elemi és középiskolai tanulmányait szülővárosában végezte, majd 1911-ben a kolozsvári Ferenc József Tudományegyetemen államtudományi doktorátust szerzett. 1909-től a Központi Statisztikai Hivatal munkatársa volt, majd 1911-ben a Földművelésügyi Minisztérium előadója lett.
Az első világháború idején frontszolgálatot teljesített, 1918-ban tartalékos hadnagyként szerelt le. Szolgálataiért Bronz Katonai Érdeméremmel tüntették ki. 
1919-től 1921-ig a Külügyminisztérium gazdasági osztályán dolgozott miniszteri titkárként, majd a Budapesti Kereskedelmi és Iparkamara ügyvezető titkára lett. 1923-tól Nemzetközi Kereskedelmi Kamara Magyar Nemzeti Bizottságának titkára volt, valamint az Országos Ipartanács, a Közoktatási Tanács, valamint a Magyar Racionalizálási Bizottság igazgatóságának tagjaként is tevékenykedett. Részt vett az unitárius egyház életében is, tagja volt az Unitárius Egyházi Főtanácsnak és az Unitárius Egyházi Képviselő Tanácsnak. 
1931-től 1941-ig a Budapesti Kereskedelmi és Iparkamara főtitkára volt, majd a kamara miniszteri biztosa lett, ilyen minőségében tagja volt a Felsőháznak is 1941–42-ben. A második bécsi döntést követően Teleki Pál miniszterelnök felkérésére hatpontos munkatervet állított össze az erdélyi ipar, gazdaság és közlekedés fejlesztésére, az új energiaforrások felhasználására. 1942-től 1943-ig a Kamarai Közlöny munkatársaként is dolgozott, valamint gazdasági írásai jelentek meg a Pester Lloyd című lapban is. 
1944. augusztus 29-én a Lakatos Géza vezette kormány iparügyi minisztere lett, tisztségét a nyilas hatalomátvételig töltötte be. Gazdaságpolitikusként és miniszterként is főleg a kiskereskedelem és a kisipar fejlesztésével foglalkozott, kezdeményezte a hadirokkantak kisebb üzemekben és gyárakban történő foglalkoztatását, valamint ún. önállósítási alapot és keresztény hitelakciókat indított a kiskereskedők részére. A második világháború után, 1945 áprilisában a politikai rendőrség rövid időre letartóztatta, ekkor öngyilkosságot kísérelt meg. 1960-ban hunyt el Békéscsabán, 73 éves korában. Sírja a Farkasréti temetőben található.
Lánya Gyulay Judit (1926–1990), veje Tomcsányi Pál (1924–2018) Széchenyi-díjas agrármérnök volt.

## Főbb művei
- A gazdasági élet alakulása és a kisipar. (A Budapesti Kereskedelmi és Iparkamara kiadványa. Bp., 1932)
- A kereskedelem és az ipar problémái. (Gazdasági Világ, 1937)
- Haidekker Sándor: A magyar középipar helyzete. Az előszót írta. (Bp., 1939)
- Az erdélyi ipari fejlesztés kilátásai. A visszacsatolt Észak-Erdély iparfejlesztéséről, külön figyelemmel a visszanyert energiaforrásokra, nyersanyagokra. (Kárpátmedence, 1941)